# غاز الأردواز

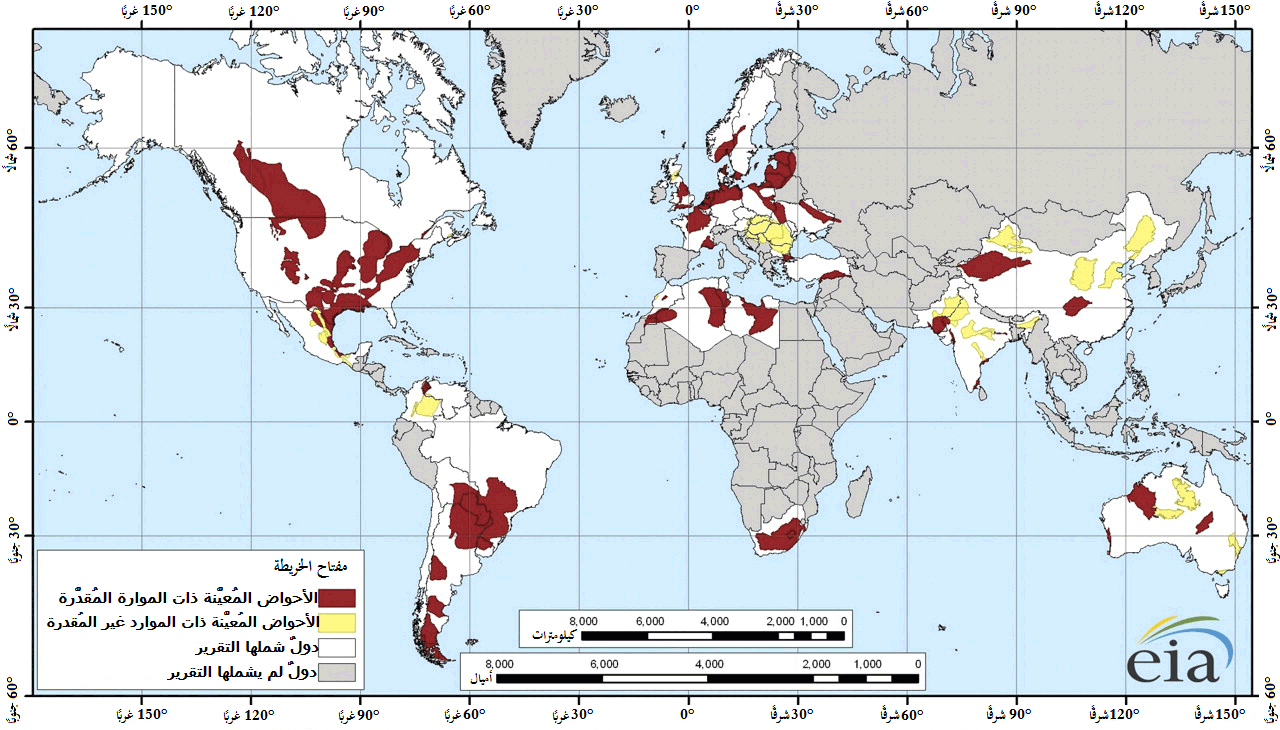
خريطة مواقع الاحتياطيات في بلدان منها تونس والجزائر وليبيا والمغرب

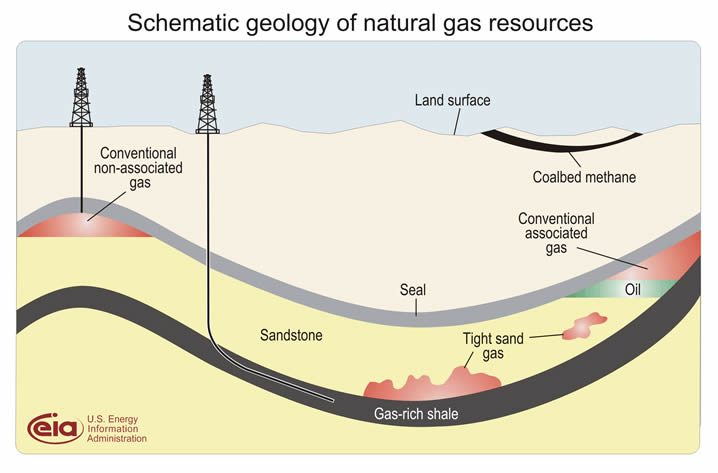
توضيح وجود غاز حجر الأردواز وحقول الغازات الطبيعية الأخرى.

غاز الأردواز أو غاز الشيست أو الغاز الصخري (بالإنجليزية: Shale gas)‏ و(بالألمانية: Schiefergas) (بالفرنسية: Gaz de schiste)‏ هو غاز طبيعي ينشأ من أحجار الإردواز. ويوجد الغاز محبوسا بين طبقات تلك الأحجار الطبقية، وتستخدم لاستخراجه تقنية عويصة بمقارنتها بتقنية استخراج الغاز الطبيعي الذي يكون محبوسا في فجوات تحت الأرض. ومع ارتفاع سعر النفط والغاز الطبيعي سيصبح استخراج غاز حجر الأردواز في المتناول ومجديا.

## استخلاصه

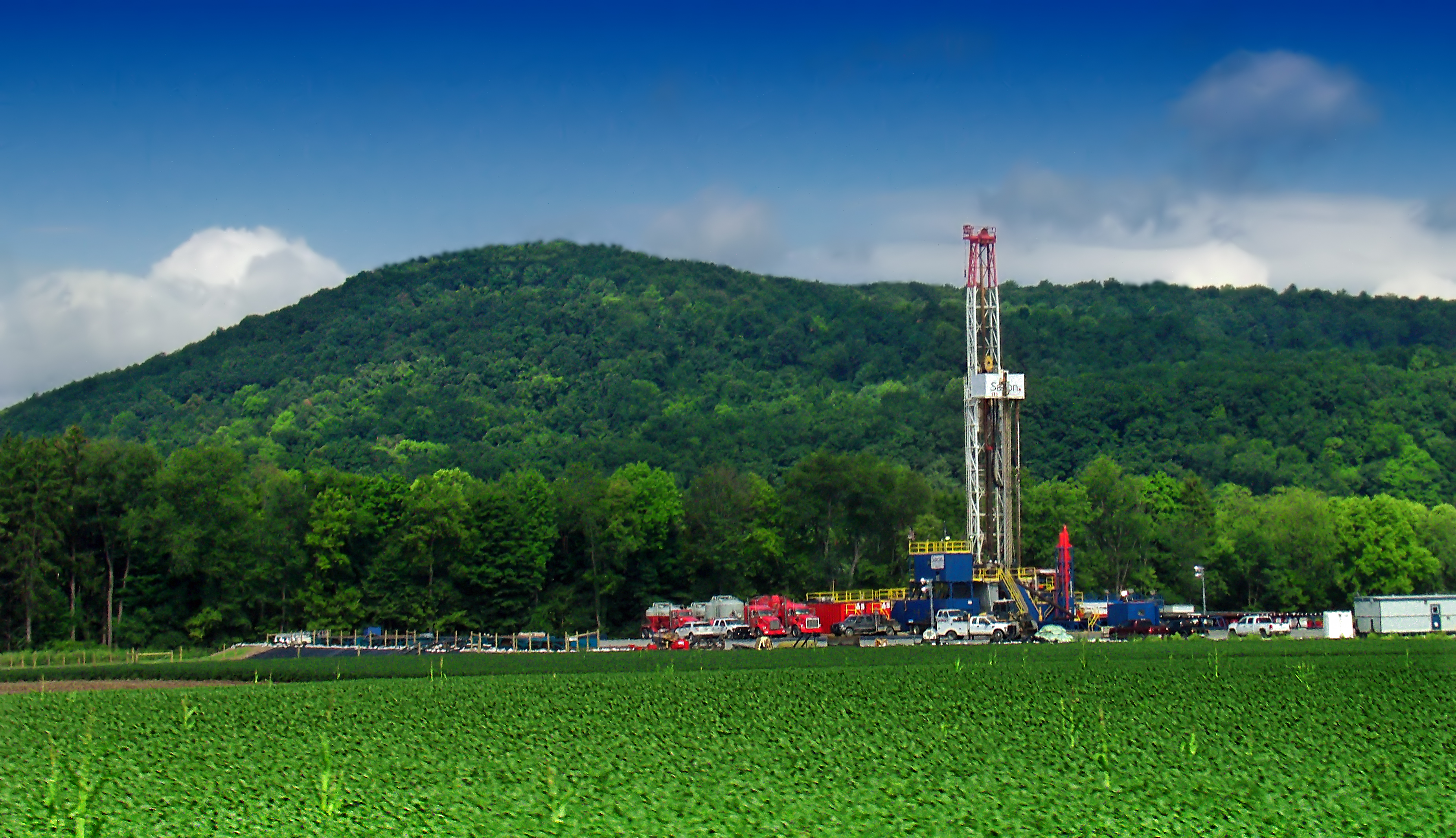
بئر يستخرج غاز الأردواز في بنسلفانيا.

تتميز تكوينات حجر الأردواز باحتوائها على نسبة عالية من المواد العضوية (بين 5و0 - 25%).

كما يوجد في أحجار تحتوي على النفط حيث عملت المؤثرات الحرارية والضغط على تولد الغاز فيها. وتوجد طبقات احجار الأردواز في مناطق عديدة وهي طبقية مصمتة أي لا تسمح بنفاذ الغاز منها. وتوجد تلك الطبقات بكميات كبيرة في الولايات المتحدة الأمريكية وكندا في أعماق نحو 1000 متر تحت الأرض. وحاليا تستخدم تقنية تحطيم الأحجار بواسطة الماء المضغوط من اجل احداث شقوق خلال المسام المحتوية على الغاز.
ويلزم لاستخراج الغاز من آباره الحفر الأفقي تحت الأرض حيث قد يصل تصل مسافة الحفر ثلاثة كيلومترات خلال الصبقة الصخرية، وذلك من أجل تكوين أكبر سطح ملامس للصخور.
وينحبس الغاز في الشقوق الصخرية طبيعيا، وينحبس جزء منه في مسام الصخور وبعض الغاز يبقى ممتصا في المواد العضوية التي نشأ منها. ويمكن استخراج الغاز الموجود في الشقوق مباشرة عند الحفر، أما الغاز الممتص في المواد العضوية في الصخر فهو يتحرر عند خفض الضغط في البئر. ويلزم لاستخراج غاز حجر الاردواز بناء مئات الآلاف من الأبار، فإذا عثر على الغاز في أحد الآبار ن بدا الحفر عرضيا في الطبقة لاستخراج الغاز. ويجري ذلك بالضغط تحت ضغط عالي لمخلوط ممكون من الماء والرمل وبعض الكيماويات. بذلك تتحطم الصخور ويتحرر منها الغاز.

## مشكلاته
ينتقد بعض العلماء الاستهلاك المتزايد للمياه لاستخلاص الغاز ويحذرون من تلوث المياه الجوفية بما يستخدم من كيماويات في عملية الاستخراج. كما وجد غاز البنزول بالقرب من أبار استخراجه والبنزول من المواد المتسببة لنشأة السرطان.
ولكن استخراج غاز حجر الأردواز قد أصبح هاما لامداد الولايات المتحدة بالطاقة، وفي الوقت الذي نضبت فيه كثير من أبار النفط ويقل العثور على أبار نفط جديدة استطاعت أمريكا باستغلال حجر الاردواز مضاعفة احتياطها من الغاز الطبيعي، حتى أن سعر الغاز انخفض بسبب تلك الاكتشافات واستغلال المصدر الجديد. وتقدر الكمية التي استخرجت من غاز حجر الاردواز بنحو 10 % من مجموع كمية الغاز المنتجة عام 2008.

## الاحتياطات حسب البلد
| الترتيب | الدولة           | احتياط الغازالصخري بلمليار(م³) | تاريخ المعلومات |
| ------- | ---------------- | ------------------------------ | --------------- |
| 1       | الصين            | 31,500,000                     | 2013            |
| 2       | الأرجنتين        | 22,700,000                     | 2013            |
| 3       | الجزائر          | 20,000,000                     | 2013            |
| 4       | الولايات المتحدة | 18,800,000                     | 2013            |
| 5       | كندا             | 16,200,000                     | 2013            |

## الأهمية
حفر أول بئر في القارة ألاوروبية لاستخراجه في بولندا عام 2010.[بحاجة لمصدر] ويشكل اليوم 2014 أحد الدوافع لاقتصاد الولايات المتحدة والإنتاج هناك في ازدياد رغم الفائض المحلي الحالي

## اقرأ أيضا
- الغاز الحبيس
- التصديع المائي
- الفحم المضغوط
- غبار فحم
- الفحم النباتي
- الفحم النباتي الخشبي
- احتياطي الغاز العالق
- الفحم النفطي
- نفط
- وقود
- قائمة الدول حسب إنتاج الفحم